# Sanja Marin
Sanja Marin (Zagreb, 21. septembar 1966) hrvatska je pozorišna, filmska i televizijska glumica. Šire je postala popularna glumeći Jevrejku Jolandu Viser u televizijskoj seriji "Ponos Ratkajevih", dok trenutno igra lik socijalne radnice Klarić u televizijskoj seriji "Čista ljubav".

## Uloge

### Televizijske uloge
| God.       | Naziv                  | Uloga            |
| ---------- | ---------------------- | ---------------- |
| 2005-2006. | Ljubav u zaleđu        | inspektorica Kiš |
| 2007.      | Obični ljudi           | Sanja            |
| 2007-2008. | Zavera                 | Dunja            |
| 2007-2008. | Ponos Ratkajevih       | Jolanda Wieser   |
| 2008.      | Tužni bogataš          | gospođa Štefanko |
| 2008.      | Bračne vode            | žena u dućanu #1 |
| 2008.      | Zakon!                 | sestra Edita     |
| 2010.      | Odmori se, zaslužio si | Gloria Špiranec  |
| 2013.      | Stipe u gostima        | Branka           |
| 2013.      | Zora dubrovačka        | Zora Bečić       |
| 2018.      | Čista ljubav           | Katarina Klarić  |

### Filmske uloge
| God.  | Naziv                         | Uloga           |
| ----- | ----------------------------- | --------------- |
| 1991. | Vrijeme ratnika               |                 |
| 1993. | Narodni mučenik               |                 |
| 1994. | Vukovar se vraća kući         |                 |
| 2011. | Lea i Darija - Dječje carstvo | gospođa Širola  |
| 2014. | Taubeki                       | Kristinina mama |

## Spoljašnje veze
- Sanja Marin na sajtu  (jezik: engleski)
- Stranica na Komedija.hr